# 卡耶米特島群
卡耶米特島群是海地西南沿岸的島群，位於戈納夫灣，屬於大安地列斯群島的一部分，由大卡耶米特島和小卡耶米特島兩個島嶼組成，總面積45平方公里，人口約18,000。
18°37′0″N 73°45′0″W / 18.61667°N 73.75000°W